# Натача Маркуччі
Натача Маркуччі (ісп. Natacha Marcucci; нар. 26 вересня 1970) — колишня аргентинська тенісистка.
Найвищу одиночну позицію світового рейтингу — 234 місце досягла 21 Dec 1987, парну — 263 місце — 1 Aug 1988 року.
Здобула 1 одиночний титул туру ITF.

## Фінали ITF

### Одиночний розряд: 2 (1–1)
| Результат | Ранг | Дата           | Турнір                       | Покриття | Суперниця      | Рахунок  |
| --------- | ---- | -------------- | ---------------------------- | -------- | -------------- | -------- |
| Перемога  | 1.   | 6 грудня 1986  | ITF Ріо-де-Жанейро, Бразилія | Ґрунт    | Лусіана Телла  | 6–4, 7–6 |
| Поразка   | 2.   | 2 вересня 1990 | ITF Палермо, Італія          | Ґрунт    | Carmela Vitali | 6–7, 4–6 |